# Godolphin Cross
Godolphin Cross est un village des Cornouailles, en Angleterre. Le village fait partie de la paroisse civile de Breage.